# Corçà
Corçà település Spanyolországban, Girona tartományban. Corçà Rupià, Parlavà, Ullastret, La Bisbal d’Empordà, Cruïlles, Monells i Sant Sadurní de l'Heura, Madremanya és La Pera községekkel határos. Lakosainak száma 1282 fő (2024).

## Népesség
A település népessége az elmúlt években az alábbi módon változott:
| Lakosok száma | 636  | 1081 | 911  | 845  | 1134 | 1201 | 1280 | 1257 | 1267 | 1282 |
|               | 1717 | 1887 | 1936 | 1960 | 1986 | 2004 | 2009 | 2014 | 2019 | 2024 |